# Dragon Quest Builders
Dragon Quest Builders (jap.: ドラゴンクエストビルダーズ アレフガルドを復活せよ, Hepburn: Doragon Kuesuto Birudāzu Arefugarudo o Fukkatsu Seyo) ist ein Sandbox-Action-Rollenspiel-Computerspiel, das von dem japanischen Entwicklerstudio und Publisher Square Enix entwickelt und 2016 für die PlayStation 3 (PS3), PlayStation 4 (PS4) und PlayStation Vita (PS Vita) veröffentlicht wurde. Im Frühjahr 2018 folgte eine Portierung für die Nintendo Switch (Switch). Mit Dragon Quest Builders 2 erschien 2018 ein Nachfolger.

## Handlung
Das Spiel basiert auf einem parallelen Ende von Dragon Quest: Vor der letzten Schlacht akzeptierte der Held den Vorschlag des bösen Drachenlords – jeder beherrscht eine Hälfte der Welt. Der Deal entpuppte sich als Falle, die zur Niederlage des Helden führte und das Land von Monstern beherrschen ließ. Mit der Zeit erscheint ein neuer Erbauer, um die verwüstete Welt für den nächsten Helden wiederzubeleben. Die Spieler sammeln überall auf der Welt „Material“, um das Land Alefgard von Grund auf neu zu errichten.

## Spielprinzip
Im Sandbox Rollenspiel „Dragon Quest Builders“ befindet sich der Spieler in einer riesigen und vollkommen modellierbaren Welt, die aus zerstörbaren Blöcken besteht. Dabei schlüpft der Spieler in die Rolle eine Menschen, der durch einen Schutzgeist erweckt wurde und dessen Aufgabe darin besteht die Welt aus der Dunkelheit zu befreien. Das Spiel ist in fünf Kapitel unterteilt die in verschiedenen Orten spielen. Dort gibt es weiträumige Sandbox Welten zu erkunden und wertvolle Materialien abzubauen und zu sammeln und zu nützlichen Bauten zusammenzusetzen. Dadurch können Siedlungen und ganze Landschaften nach belieben aufgebaut werden. Es gibt auch einen Tag-/Nachtzyklus, bei dem nachts stärkere Monster auftauchen, die man aus vorherigen Dragon Quest spielen kennt. So tauchen bekannte Gesichter wie der Slime und der Dragon auf die einen Angreifen wollen. Man kann sich jedoch mit selbstgebauten Waffen, die im Verlauf des Spiels immer stärker werden, verteidigen. Der Spieler hat eine Gesundheitsleiste und muss mit der Zeit Nahrung zu sich nehmen. Mit jedem neu entdeckten Material lernt man neue Rezepte, mit deren Hilfe man neue Objekte herstellen kann.
Builders wurde ursprünglich im Juli 2015 angekündigt und für PlayStation 3, PlayStation 4 und PlayStation Vita entwickelt.

## Entwicklung
Die Spieldesigner wollten ein offenes Sandkastenspiel mit der zielgerichteten Handlung eines Rollenspiels kombinieren, und da „Dragon Quest“ schon immer für seine leichte Zugänglichkeit bekannt war, schien dies die richtige Kombination zu sein.

## Rezeption
Dragon Quest Builders wurde größtenteils positiv bewertet. Auf der Bewertungswebsite Metacritic hält die PS4-Version des Spiels – basierend auf 76 Bewertungen – einen Metascore von 83 von 100 möglichen Punkten, während die Switch-Version einen Metascore von 81, basierend auf 45 Bewertungen, hält.
Bis November 2016 wurden weltweit mehr als 1,1 Millionen Exemplare verkauft.